# Prato de assinatura
Um prato exclusivo é uma receita que identifica um chef ou restaurante específico. Idealmente, deve ser único e permitir que um gastrônomo experiente nomeie o chef em uma degustação às cegas. Pode ser pensado como o equivalente culinário de um artista que encontra seu próprio estilo ou de um autor que encontra sua própria voz. Na prática, o prato exclusivo de um chef geralmente muda com o tempo ou eles podem reivindicar vários pratos exclusivos.
Em um sentido mais amplo, um prato exclusivo pode ser associado a um restaurante em específico, principalmente se o chef que o criou não estiver mais no estabelecimento. Também pode ser usado para se referir a uma região culinária, caso em que seu significado pode ser o equivalente a “ prato nacional ”. Em muitos casos, os restaurantes baseiam o desenvolvimento de seus cardápios em gostos e estilos típicos da localização geográfica do restaurante. Os produtos locais, a decoração do restaurante e até mesmo o tipo de construção escolhidos podem contribuir para um rendimento maior ao incorporar as demandas locais. Enfatizar a conexão de um estabelecimento com sua localização oferece grandes possibilidades de marketing.
Em sua forma mais genérica, o termo pode significar simplesmente "especialidades do chef", que não são de forma alguma únicas ou mesmo particularmente incomuns.

## Exemplos
- Franz Sacher - Sachertorte [2]
- Albert Roux - Soufflé Suissesse [3]
- Gordon Ramsay - Cappuccino de grãos brancos com trufas raladas [4]
- Heston Blumenthal - Mingau de caracol [5]
- Fergus Henderson - Medula óssea assada com salada de salsa [6]
- Daniel Boulud - Paupiettes Crocantes de Robalo ao Molho Barolo [7]
- The Waldorf-Astoria Hotel, Nova York - Salada Waldorf [8]
- Hotel Tatin, Lamotte-Beuvron, França - Tarte Tatin [9]